# Je s'appelle Groot
Miss Marvel She-Hulk : Avocate
Je s'appelle Groot (I am Groot) est une mini-série télévisée d'animation américaine créée, écrite, réalisée et co-produite par Kirsten Lepore (en) pour le service de diffusion Disney+. Il s'agit de l'adaptation du personnage Groot, créé en 1960 par Stan Lee, Larry Lieber et Jack Kirby pour les comics Marvel et présente d'autres personnages des Gardiens de la Galaxie. La série se compose de courts métrages produits par Marvel Studios.
Je s'appelle Groot est annoncée en décembre 2020. La production de l'animation de la série débute en août 2021.
La série est sortie le 10 août 2022 sur Disney+ et fait partie de la phase 4 de l'Univers cinématographique Marvel. Une deuxième saison est sortie le 6 septembre 2023.

## Synopsis
Il est impossible de protéger la galaxie de ce bambin malicieux ! Alors préparez-vous car Bébé Groot arrive sur le devant de la scène avec sa propre série, explorant ses jours de gloire et les ennuis qu'il s'attire en grandissant parmi les étoiles.

## Distribution
- Vin Diesel (VF : Guillaume Orsat ; VQ : Thiéry Dubé) : Groot
- Bradley Cooper (VF et VQ : Maël Davan-Soulas) : Rocket Raccoon (saison 1et 2)
- James Gunn : l'assistant virtuel (montre de poignet) (saison 1 caméo)
- Jeffrey Wright (VF : Michel Vigné ; VQ : Fayolle Jean Jr) : Uatu, le Gardien (The Watcher en version originale) (saison 2)

### Version française
- Société de doublage : Dubbing Brothers[2]
- Direction artistique : Anne Massoteau
- Adaptation des dialogues : -

 Source et légende : version française (VF) sur RS Doublage

### Version québécoise
- Société de doublage : Difuze[3]
- Direction artistique : Sophie Deschaumes

 Source et légende : version québécoise (VQ) sur Doublage.qc.ca

## Production

### Genèse et développement
En décembre 2020, le président de Marvel Studios, Kevin Feige, annonce Je s'appelle Groot, une série de courts métrages mettant en vedette Bébé Groot,.
En avril 2021, James Gunn, scénariste et réalisateur des films Les Gardiens de la Galaxie, confirme que la série serait animée. En juin, Kevin Feige dit que Vin Diesel qui prête sa voix à Groot dans le MCU, est enthousiasmé par une histoire prévue pour Groot pour rentrer chez lui, sur la Planète X.
James Gunn et Disney ont confirmé le 9 décembre 2021 que la série animée Marvel Je s'appelle Groot sortira bien en 2022 sur Disney+.
Kirsten Lepore (en) a été annoncée comme réalisatrice et productrice exécutive de la série en Décembre 2021. La scénariste en chef A. C. Bradley (en) de What If...?  a révélé que Ryan Little, un scénariste et coordinateur de scénario pour cette série, écrivait I Am Groot,, et a été confirmé en juin 2022.
Gunn a déclaré à SlashFilm que la série n'était pas nécessairement liée à la continuité des films Gardiens de la Galaxie ou du MCU, les comparant aux courts métrages factices de Team Thor, étant donné que les deux étaient "des morceaux amusants d'apocryphes qui ne sont pas essentiels à la continuité du MCU".

### Animation
En août 2021, il est annoncé que la série présentera un style d'animation photoréaliste et que la production, réalisée par Luma Pictures (en), a commencée.

### Fiche technique
Sauf indication contraire, les informations mentionnées dans cette section peuvent être confirmées par la base de données cinématographiques IMDb,  présente dans la section « Liens externes ».
- Titre français : Je s'appelle Groot
- Titre original : I Am Groot
- Création : d'après le personnage créé en 1960 par Stan Lee, Larry Lieber et Jack Kirby
- Réalisation : Kirsten Lepore (en)
- Scénario : Kirsten Lepore (en)
- Musique : Daniele Luppi (en)
- Production : Kirsten Lepore (en), Brad Winderbaum, Kevin Feige, Louis D'Esposito, Victoria Alonso et James Gunn
- Société de production : Marvel Studios Animation et Luma Pictures (en)
- Société de distribution : Disney Media Distribution
- Chaîne : Disney+
- Pays de production :  États-Unis
- Langue d'origine : anglais
- Format : couleur
- Genres : super-héros Animation
- Durée : 4 minutes
- Date de diffusion : 10 août 2022

## Épisodes

### Première saison (2022)
La première saison de Je s'appelle Groot est sortie le 10 août 2022 sur Disney+

#### Épisode 1:Les premiers pas de Groot
- Mondial : 10 août 2022 sur Disney+

#### Épisode 2:Le héros
- Mondial : 10 août 2022 sur Disney+

#### Épisode 3:La quête de Groot
- Mondial : 10 août 2022 sur Disney+

#### Épisode 4:L’instant détente de Groot
- Mondial : 10 août 2022 sur Disney+

#### Épisode 5:L’œuvre d’art de Groot
- Mondial : 10 août 2022 sur Disney+

### Deuxième saison (2023)
La deuxième saison de Je s'appelle Groot sort le 6 septembre 2023 sur Disney+

#### Épisodes 1:Tu es mon Groot?
- Mondial : 6 septembre 2023 sur Disney+

#### Épisode 2:Groot a du nez
- Mondial : 6 septembre 2023 sur Disney+

#### Épisode 3:Le bonhomme de neige de Groot
- Mondial : 6 septembre 2023 sur Disney+

#### Épisode 4:Groot a envie d'une glace
- Mondial : 6 septembre 2023 sur Disney+

#### Épisodes 5:Groot et la grande prophétie
- Mondial : 6 septembre 2023 sur Disney+